# Cosne-d'Allier
 Cosne-d'Allier  là một xã ở tỉnh Allier thuộc miền trung nước Pháp.